# The Abyss
The Abyss (På dansk: Dybet) er en amerikansk science fiction film fra 1989, instrueret af James Cameron, kendt for bl.a. Terminator, Titanic og Avatar. Danske Mikael Salomon er fotograf på filmen. Filmen havde premiere i USA den 9. august 1989 imens den danske biograf premiere først var to måneder senere, 14 oktober 1989.

## Handling
Filmen forgår under vandet og handler om en bjærgning af en amerikansk atom-ubåd. Det viser sig snart at der er mere dernede end den forulykket ubåd.

## Medvirkende
- Ed Harris som Virgil "Bud" Brigman, værkfører for Benthic Petroleum boreplatform.
- Mary Elizabeth Mastrantonio som Dr. Lindsey Brigman, Bud's kone.
- Michael Biehn som US Navy SEAL Løjtnant Hiram Coffey, den øverstbefalende for Navy SEAL team.
- J.C. Quinn som Arliss "Sonny" Dawson
- Leo Burmester som Catfish De Vries.
- Kimberly Scott som Lisa "One Night" Standing
- Todd Graff som Alan "Hippy" Carnes, en konspirationsteoretiker der mener, at NTI er blevet dækket af CIA. Han bærer en kæledyrsrotte på hans skulder.
- John Bedford Lloyd som Jammer Willis
- Chris Elliott som Bendix
- Capt. Kidd Brewer Jr. som Lew Finler
- George Robert Klek som Wilhite, en US Navy SEAL
- Christopher Murphy som Schoenick, en US Navy SEAL
- Adam Nelson som Ensign Monk, en US Navy SEAL
- Richard Warlock som Dwight Perry
- Jimmie Ray Weeks som Leland McBride
- J. Kenneth Campbell som DeMarco
- William Wisher, Jr. som Bill Taylor, en reporter
- Ken Jenkins som Gerard Kirkhill

### Special Edition
Den forlængede udgave af filmen (extended edition) er 28 minutter længere og indeholder en masse nye scener plus en alternativ scene. Disse inkludere bl.a. en tidevandsbølge som ikke var med i den oprindelige udgave. Der er desuden referencer til menneskerhedens forhold til krig og selvdestruktiv adfærd. På grund af disse scener er filmens slutning markant anderledes end den oprindelige biograversion.

## Hjemmevideo udgivelser
Dybet har været udgivet i danmark på VHS (extended edtion). 2-DVD udgave fr 2001 som inkluderede begge udgaver af filmen. En 1-DVD udgave som var identisk med den disk 1 fra 2001 udgivelsen. Filmen er endnu ikke udgivet på Blu-ray.

## Eksterne Henvisninger
- The Abyss på Internet Movie Database (engelsk)
- The Abyss på Filmdatabasen
- The Abyss på Scope
- The Abyss i Svensk Filmdatabas (svensk)
- The Abyss på AlloCiné (fransk)
- The Abyss på MovieMeter (nederlandsk)
- The Abyss på AllMovie (engelsk)
- The Abyss hos American Film Institute (engelsk)
- The Abyss hos British Film Institute (engelsk)
- The Abyss på Turner Classic Movies (engelsk)